# Antoni Soy i Casals
Antoni Soy i Casals (Ripoll, Ripollès, 1950), professor honorífic d'economia de la Universitat de Barcelona, fou alcalde d'Argentona (1999-2006), elegit en la candidatura Entesa per Argentona; entre el 2003 i el 2007 també ocupà els càrrecs de vicepresident de la Federació de Municipis de Catalunya i de vicepresident del Consell Comarcal del Maresme. Va pertànyer a ERC entre el 2003 i principis del 2011.
El desembre de 2006 és nomenat Secretari d'Indústria i Empresa de la Generalitat de Catalunya, càrrec del qual és destituït el gener de 2011. El 14 de desembre de 2010 s'anuncia el nomenament d'Antoni Soy com a degà de la Facultat d'Empresa i Comunicació de la Universitat de Vic. A partir del novembre de 2012 torna a la seva plaça de professor universitari en economia aplicada a la Universitat de Barcelona, de la que actualment està jubilat.
Ha realitzat diversos treballs aplicats d'economia, ha publicat diferents articles acadèmics i de divulgació, capítols de llibres i llibres sobre economia, el darrer dels quals fou "Sortir de l'euro per a sortir de la crisi?" a Edicions Viena. Ha col·laborat amb diferents mitjans de comunicació (TV3, Catalunya Ràdio, COM, Avui, El Punt, L'Econòmic, etcètera). Actualment publica una columna periòdicament a Directa i a El Punt Avui. També escriu a vegades a Catarsi Magazín, Crític i Sin Permiso.